# Deutsche Sprachprüfung für den Hochschulzugang
Die Deutsche Sprachprüfung für den Hochschulzugang (DSH), früher Prüfung zum Nachweis deutscher Sprachkenntnisse (PNDS), ist eine sprachliche Zulassungsprüfung, die dazu dient, die für ein Hochschulstudium in Deutschland erforderlichen deutschen Sprachkenntnisse nicht muttersprachlicher Studienbewerber nachzuweisen. Sie ist auch von Studienbewerbern deutscher Staatsangehörigkeit abzulegen, die keinen deutschsprachigen Bildungsabschluss vorzuweisen haben (zum Beispiel Aussiedlern mit deutscher Staatsangehörigkeit, aber einer ausländischen Hochschulzugangsberechtigung), nicht jedoch von Bildungsinländern.

## Teilnahmeberechtigung
Die Voraussetzung für die Teilnahme an der DSH ist an vielen Hochschulen die Zulassung zu einem Fachstudium, daneben bestehen aber zunehmend „offene“ DSH, die auch für hochschulfremde Studienbewerber geöffnet sind, die (noch) keine Zulassung vorweisen können.
Im Rahmen von Umstrukturierungen wird die DSH an vielen Hochschulen inzwischen nur noch kostenpflichtig angeboten, wobei sich der Preis zwischen 40 und 150 Euro bewegt. An einigen Standorten darf die Prüfung höchstens zweimal wiederholt werden, zwischen einer nicht bestandenen Prüfung und einer Wiederholung müssen mindestens drei Monate liegen. Die Teilnahme an einem Vorbereitungskurs wird empfohlen. An anderen Standorten kann die Prüfung ohne Beschränkungen wiederholt werden.

## Aufbau

### Bewertung und Prüfungsteile
Die DSH besteht aus einer schriftlichen und einer mündlichen Teilprüfung. Die schriftlichen Teilprüfungen finden vor der mündlichen statt. Zum Bestehen der Gesamtprüfung müssen beide Teilprüfungen bestanden werden, das Gesamtergebnis wird jedoch nicht gemittelt. Zum Erreichen der in der Regel angestrebten Niveaustufe DSH 2 müssen zum Beispiel beide Prüfungsteile mit mindestens dem Ergebnis DSH 2 bestanden werden, Prüfungsteilnehmer, die in der schriftlichen Teilprüfung zwar DSH 3 erreicht haben, die mündliche Teilprüfung jedoch nur mit DSH 1 abschließen, erreichen auch im Gesamtergebnis nur die Niveaustufe DSH 1.
Die Bestehensgrenze für jede Teilprüfung liegt bei 57 Prozent der maximal erreichbaren Punktzahl, zwischen 67 Prozent und 81 Prozent wird die Niveaustufe DSH 2 angesetzt, ab 82 Prozent DSH 3.
Zur Bearbeitung der schriftlichen Teilprüfung darf in der Regel ein einsprachiges Wörterbuch benutzt werden. Sie dauert drei bis vier Zeitstunden und umfasst folgende Aufgabenbereiche: 
1. Verstehen und Verarbeiten eines Hörtextes
2. Verstehen und Bearbeiten eines Lesetextes
3. Vorgabenorientierte Textproduktion
4. Verstehen und Bearbeiten wissenschaftssprachlicher Strukturen

Die vier Aufgabenbereiche können auch miteinander verbunden werden. Es müssen aber alle vier Aufgabenbereiche geprüft werden.

### Hörtext
Im Aufgabenbereich „Verstehen und Verarbeiten eines Hörtextes“ sollen die Bewerber zeigen, dass sie Vorlesungen und Vorträgen aus dem wissenschaftlichen Bereich mit Verständnis folgen können sowie dass sie sinnvoll Notizen dazu anfertigen können.
Der Hörtext ist 50 bis 100 Zeilen lang. Vor der Präsentation wird das Thema bekanntgegeben. Der Text wird dann ein- oder zweimal vorgelesen. Dabei dürfen Notizen gemacht werden. Vor dem letzten Vortrag werden Aufgaben gestellt: 
1. Beantwortung von Fragen
2. Wiedergabe oder Zusammenfassung des Textes

Bei der Bewertung werden inhaltliche Gesichtspunkte stärker berücksichtigt als die sprachliche Richtigkeit.

## Niveaustufen
Das Ergebnis der DSH wird in drei Niveaustufen angegeben (DSH 1 bis DSH 3). Da DSH-Prüfungen zum Teil dezentral in den einzelnen Instituten erstellt werden, ist eine allgemeine Zuordnung der Ergebnisse zu den Niveaustufen des Gemeinsamen Europäischen Referenzrahmens (GER) nicht ohne Weiteres möglich. In Zulassungsverfahren werden sie allerdings entsprechend zu den Niveaustufen TDN-3 bis TDN-5 des TestDaF (Test Deutsch als Fremdsprache) gewertet, welche einen Sprachstand zwischen B2 und C1 gemäß GER ermitteln.
Beim Niveau DSH 1 kann die Immatrikulation an den Besuch weiterer Sprachkurse und eine erneute Prüfung gekoppelt sein, sie reicht ohne weitere Auflagen üblicherweise nur zur Immatrikulation in bilinguale (zum Beispiel englisch-deutsche) Studiengänge. Für die Mehrzahl der Studiengänge an deutschsprachigen Hochschulen ist zur Immatrikulation die Niveaustufe DSH 2 erforderlich, lediglich für ein Studium der Human- oder Zahnmedizin und für einige andere Studiengänge mit erhöhten sprachlichen Anforderungen ist DSH 3 notwendig.
Laut der Rahmenordnung für die DSH (Fassung vom 8. Juni 2004) gestalten die einzelnen Universitäten die Prüfungen selbstständig, aber innerhalb eines standardisierten Rahmens, daher können sich auch die Aufgabenstellungen an einzelnen Hochschulen unterscheiden. Dennoch muss die DSH einer jeden deutschen Hochschule, die von der Hochschulrektorenkonferenz auf Grundlage der neuen Rahmenordnung zugelassen (akkreditiert) wurde, von anderen Hochschulen anerkannt werden.

## Gleichwertige Abschlüsse
Durch die Hochschulrektorenkonferenz wurde beschlossen, dass andere Abschlüsse dem DSH gleichgestellt sind. Dies sind nach §8 der RO-DT:
- Der Test Deutsch als Fremdsprache des TestDaF-Instituts
- Das Deutsche Sprachdiplom, Stufe II der Kultusministerkonferenz
- Das Zertifikat telc Deutsch C1 Hochschule[5]
- Das Zeugnis über die bestandene Oberstufenprüfung des Goethe-Instituts
- Das „Kleine Deutsche Sprachdiplom“ und das „Große Deutsche Sprachdiplom“ des Goethe-Instituts